# Шабнам
Джарна Басак, более известная как Шабнам (бенг. শবনম, урду شبنم‎) (род. 17 августа 1942) — бангладешско-пакистанская актриса.

## Биография
Джхарна родилась в Дакке, в бывшей Британской Индии, в бенгальской индуистской семье. Её отец Нани Басак был футбольным арбитром. В молодости она была более предприимчива и упряма по характеру по сравнению со своей сестрой, которая увлекалась пением. Она всё ещё практиковала танцевальные движения. Джарне предложили роль в фильме танцовщицы второго плана, тем самым начав её карьеру в искусстве.
Джхарна начала свою карьеру, когда отец устроил её в Академию имени Бюльбюля Лалитакала. Близкий друг отца подарил ей роль в танцевальной постановке в фильме «Ei Desh Tomar Amar». Следующей её ролью стала танцовщица в фильме «Раджданир Букей». Когда песня стала хитом, публика попросила её сыграть главную героиню. Именно тогда она снялась в своём дебютном фильме на бенгальском языке в роли Харано Дин.
Джхарна переехала в Западный Пакистан после того, как режиссёр Эхтешам снял её в своем фильме на урду «Chanda» в бывшем Западном Пакистане. Поскольку её знание урду в то время не было таким хорошим, репетировали с помощью текста, которые были написаны на бенгальском. Музыку к этому фильму написал её муж Робин Гхош. Фильм стал хитом, начав карьеру в высших рядах пакистанской киноиндустрии.
После того, как Джарна снялась в десятках популярных фильмов, к началу 1970-х годов она стала действующей актрисой номер один в стране. Она сохраняла это положение до середины 1980-х, когда постепенно начала выходить на пенсию. Она считается, вероятно, единственной киноактрисой в мире, которая непрерывно и успешно играла романтические роли в фильмах на протяжении почти трёх десятилетий, с начала 1960-х до конца 1980-х.
После окончания Освободительной войны Бангладеш Джхарна захотела посетить свою родину. Ей потребовалось два года, чтобы получить «Сертификат об отсутствии возражений», который требовался для получения бангладешской визы. Позже выяснилось, что Лолливуд просил министерство иностранных дел Пакистана не выдавать ей визу, поскольку они опасались, что она не вернётся из Бангладеш. Тем не менее Джарна заверила своих поклонников и коллег, что не покинет Пакистан и вернётся после посещения родителей. Только после этого Министерство иностранных дел разрешило ей покинуть Пакистан, убедившись, что их самая популярная актриса не уедет. Примерно в 1988 году она переключилась на роль персонажей и снова снималась в фильмах в своей родной Дакке и Лахоре. С 1987 года она сделала Лондон своим местом жительства. Шабнам покинула Пакистан и его киноиндустрию в конце 1990-х годов. Она изящно вышла на пенсию и переехала в Бангладеш в 1997 году. По её словам, она вышла на пенсию из-за своего возраста и своей обязанности заботиться о своих родителях, поскольку они вступали в свои последние годы. Джарна планировала уйти на пенсию после своего популярного блокбастера «Aina». Но из-за того, что в Пакистане у неё было огромное количество поклонников и предложений, ей потребовалось 10 лет, чтобы закончить свои последние фильмы, а затем выйти на пенсию.
Вернувшись в Дакку и сделав перерыв на два года, Джарна в последний раз выступил в фильме «Аммаджан» режиссёра Кази Хаята. Она играла в этом фильме главную роль, и он был выпущен в 1999 году. Фильм стал суперхитом и одним из самых успешных фильмов в истории бангладешского кино.
В 2012 году Джарна посетила Пакистан вместе со своим мужем через 13 лет, где они были награждены за заслуги перед правительством Пакистана. Церемония награждения была организована PTV. Вела торжество известная актриса и телеведущая Бушра Ансари. Мероприятие включало в себя интервью Джарны и её мужа, а также известных певцов и соавторов дуэта. Многие песни Джарны и Робина Гхоша исполнялись на сцене молодыми пакистанскими артистами. На шоу присутствовали высокопоставленные представители пакистанской общины, в первую очередь тогдашний премьер-министр Пакистана Юсуф Раза Гиллани.
Двадцать три её фильма на урду отметили алмазные юбилеи в Лолливуде. Шабнам была героиней двенадцати из этих фильмов. Она выиграла 13 наград Nigar Awards за лучшую женскую роль, что является рекордом на сегодняшний день.
В 2017 году Джарна объявила, что вернётся в пакистанскую индустрию развлечений с телесериалом Mohini Mansion Ki Cinderellayain.

## Фильмография
| Год  |   | Русское название | Оригинальное название        | Роль |
| ---- | - | ---------------- | ---------------------------- | ---- |
| 1961 | ф |                  | Rajdhani Bukey               |      |
| 1961 | ф |                  | Harano Din                   |      |
| 1961 | ф |                  | Kakhono Ashni                |      |
| 1962 | ф |                  | Azaan                        |      |
| 1962 | ф |                  | Chanda                       |      |
| 1963 | ф |                  | Talash                       |      |
| 1963 | ф |                  | Naach Char                   |      |
| 1963 | ф |                  | Preet Na Jane Reet           |      |
| 1968 | ф |                  | Jahan Tum Wahan Hum          |      |
| 1968 | ф |                  | Main Zinda Hoon              |      |
| 1968 | ф |                  | Samandar                     |      |
| 1968 | ф |                  | Shareek-e-Hayat              |      |
| 1968 | ф |                  | Tum Mere Ho                  |      |
| 1969 | ф |                  | Aasra                        |      |
| 1969 | ф |                  | Anari                        |      |
| 1969 | ф |                  | Andaleeb                     |      |
| 1969 | ф |                  | Daagh                        |      |
| 1969 | ф |                  | Joar Bhata                   |      |
| 1969 | ф |                  | Ladla                        |      |
| 1969 | ф |                  | Naz                          |      |
| 1969 | ф |                  | Nazneen                      |      |
| 1969 | ф |                  | Qasam Uss Waqt Ki            |      |
| 1970 | ф |                  | Chalo Maan Gayai             |      |
| 1970 | ф |                  | Jale Na Kyun Parwana         |      |
| 1970 | ф |                  | Naseeb Apna Apna             |      |
| 1970 | ф |                  | Naya Savera                  |      |
| 1970 | ф |                  | Shama Aur Parwana            |      |
| 1975 | ф |                  | Zeenat                       |      |
| 1977 | ф |                  | Aina                         | Рита |
| 1977 | ф |                  | Mere Huzoor                  |      |
| 1977 | ф |                  | Naya Sooraj                  |      |
| 1977 | ф |                  | Sangam                       |      |
| 1977 | ф |                  | Shama-e-Mohabbat             |      |
| 1977 | ф |                  | Uff Yeh Bivian               |      |
| 1981 | ф |                  | Faaslay                      |      |
| 1981 | ф |                  | Ghaerao                      |      |
| 1981 | ф |                  | Kiran Aur Kali               |      |
| 1981 | ф |                  | Qurbani                      |      |
| 1981 | ф |                  | Tange Wali                   |      |
| 1982 | ф |                  | Biwi Ho To Aisi              |      |
| 1982 | ф |                  | I Love You                   |      |
| 1982 | ф |                  | Khoobsoorat                  |      |
| 1982 | ф |                  | Naseeb                       |      |
| 1982 | ф |                  | Saharey                      |      |
| 1982 | ф |                  | Zara Si Baat                 |      |
| 1982 | ф |                  | Aahat                        |      |
| 1985 | ф |                  | Benazir Qurbani              |      |
| 1985 | ф |                  | Naraz                        |      |
| 1986 | ф |                  | Faisla                       |      |
| 1986 | ф |                  | Jhoomar Chor                 |      |
| 1986 | ф |                  | Shadi Mere Shohar Ki         |      |
| 1987 | ф |                  | Bazi                         |      |
| 1987 | ф |                  | Kaloo                        |      |
| 1987 | ф |                  | Love in Nepal                |      |
| 1987 | ф |                  | Malka                        |      |
| 1987 | ф |                  | Masti Khan                   |      |
| 1987 | ф |                  | Saas Meri Saheli             |      |
| 1987 | ф |                  | Teri Banhon Mein             |      |
| 1988 | ф |                  | Sheesh Nagin                 |      |
| 1989 | ф |                  | Lady Commando                |      |
| 1993 | ф |                  | Ranjish                      |      |
| 1994 | ф |                  | Rani Beti Raj Karegi         |      |
| 1995 | ф |                  | Awargi                       |      |
| 1996 | ф |                  | Saza                         |      |
| 1997 | ф |                  | Aulad Ki Qasam               |      |
| 1999 | ф |                  | Ammajan                      |      |
| 2018 | с |                  | Mohini Mansion Ki Cinderella |      |